# مهدینلو
مهدینلو یکی از روستاهای استان آذربایجان شرقی است که در دهستان شورکات جنوبی بخش ایلخچی شهرستان اسکو واقع شده‌است.این روستا ۷۴۱ نفر جمعیت دارد.